# Papier d'écorce de mûrier
La classe des papiers d’écorce de mûrier telle que définie par Yi Xiaohui, (en chinois 桑构皮纸 sānggòupízhǐ), correspond aux papiers traditionnels chinois fabriqués à partir des fibres libériennes de différentes espèces du genre Broussonetia et du genre Morus, de la famille des Moraceae. En Chine, elle regroupe les fibres des mûriers à papier des espèces Broussonetia papyrifera, et Broussonetia kazinoki, dont les écorces ont commencé à être utilisées pour fabriquer du papier dès le Ier siècle. Alors qu’en Corée et au Japon (outre ces Broussonetia), c’est leur hybride sauvage (nommé resp. Daknamu et Kozo) qui a pris une place centrale dans la production de papier. L’usage de l’écorce de mûriers du genre Morus  a commencé plus tard, sous les dynasties Wei et Jin (魏晋 IIIe – Ve siècles).
Sur deux millénaires, on observe une créativité remarquable des artisans asiatiques pour produire différents types de papier avec des fibres de mûriers. Pour la seule fin des Qing (voir p. CLI), Jean-Pierre Drège a répertorié 7 sortes de papier traditionnel fait de mûrier à papier et/ou de mûrier: Anqing (Anhui), Yinpi, Sangpi, Hangpi (Zhejiang), Yunpi (Hubei), Mianpi (Guizhou, Henan, Shaanxi), Shaanpi (Shaanxi), Maotou (Hebei, Jilin), Gaoli (Hebei).
Le papier de broussonétia produit en Chine par les Dai du Yunnan est lisse, résistant aux parasites du livre, d’une grande blancheur et solide. Au Japon le papier washi (obtenu avec le kozo) est lui aussi doux, lumineux et très solide. En Corée, le papier traditionnel hanji (obtenu avec le daknamu) a les mêmes qualités ; il est utilisé comme support à la peinture, la calligraphie, pour recouvrir les fenêtres, portes coulissantes, etc..

## Nomenclature
Le genre Broussonetia est difficile à circonscrire et a suscité des controverses entre botanistes. Les débats et révisions qui sont en cours, ne font que souligner les difficultés d’associer les noms botaniques acceptés (par la communauté des botanistes, comme  The Plant List, Tropicos ou Flora of China, pas toujours d’accord entre eux d’ailleurs) avec des noms vulgaires dans les langues chinoise, japonaise et coréenne, ceci bien sûr durant les siècles passés pendant lesquels la notion d’espèce n’était pas connue mais aussi avec les noms vulgaires normalisés contemporains.
Pour simplifier la présentation, nous retiendrons les trois espèces de Broussonetia suivantes présentées par Yun et Kim, qui jouent un rôle central dans l’histoire du papier en Asie orientale. Mais il faut savoir que Chung et al 2017, ou Flora of China de Taiwan ou du continent, ont tous fait des choix différents. Dans l'attente d'un consensus entre chercheurs, nous adoptons la présentation suivante:
1. Broussonetia papyrifera L’Hér. ex Vent., le mûrier à papier, en chinois 构树 gou shu, en japonais Kajino-ki, en coréen Kkujinamu, arbre dioïque, de 10–20 m, à croissance rapide, à fibre papetière, répandu en Asie orientale et du Sud-Est
2. Broussonetia kazinoki Siebold, le nom japonais Kajino-ki fut malencontreusement choisi par Siebold en 1830, pour dénommer Broussonetia kazinoki, un arbuste monoïque, 2–4 m, à chaton mâle globuleux, répandu en Chine, Taiwan, Corée, Japon, connu en Chine sous le nom vulgaire actuel de 楮 Chǔ, au Japon sous le nom de Hime-kôzo et en Corée de Aegidaknamu (avec pour synonyme : B. monoica Hance, selon The Plant List)
3. B. kazinoki × B. papyrifera, l’hybride naturel entre les deux taxons précédents Hime-kôzo et Kajino-ki, découvert à l’état sauvage dans l’île de Gageodo (Corée), connu sous le nom de Kôzo au Japon et de Daknamu en Corée, est favorisé depuis des siècles par les agriculteurs japonais et coréens pour la fabrication traditionnelle de papier. Nommé Broussonetia × kazinoki Siebold par Chung et al, et Broussonetia x hanjiama Kim par K. Yun & M. Kim[n 2], c’est un petit arbre de 6 à 8 m, dioïque.

Les noms vulgaires chinois ont été choisis par les botanistes de Flora of China,. Les chercheurs coréens et taiwanais (et autres) sont à l’origine du changement de la correspondance entre les noms vulgaires coréens et japonais et les noms scientifiques. Les publications anciennes donnent d’autres correspondances.
| Noms botaniques latins et noms vulgaires contemporains chinois, japonais et coréens, |                        |           |             |
| latin                                                                                | chinois                | japonais  | coréen      |
| Broussonetia papyrifera L’Hér. ex Vent. arbre dioïque, de 10–20 m                    | 构树 Gòushù            | Kajino-ki | Kkujinamu   |
| Broussonetia kazinoki Siebold arbuste monoïque, de 2–4 m                             | 楮树 Chǔshù            | Hime-kôzo | Aegidaknamu |
| B. kazinoki × B. papyrifera petit arbre hybride naturel, dioïque, de 6–8 m           | 杂交构树 Zájiāo gòushù | Kôzo      | Daknamu     |

Trois caractères (et leur variant) ont été utilisés dans les anciens textes chinois pour désigner ces arbres:  构 (構) gòu, 楮 chǔ et 榖 gǔ. Le premier dictionnaire, le Shuowen Jiezi, établit la correspondance de gu et chu pour une de leur acception en ces termes 榖楮也 guchuye, c’est-à-dire gu et chu ont chacun plusieurs acceptions mais ils partagent au moins une acception. Certains textes comme les Morceaux choisis de Youyang (酉陽雜俎 Yǒu yáng zá zǔ), utilise 构 gou alors que d’autres, comme 植物名實圖考 Zhíwù míng shí tú kǎo, utilise 楮 chu, ou bien le Classique des vers (诗经 Shijing) utilise 榖 gu. Le grand Dictionnaire de caractères de Kangxi 康熙字典, Kāngxī zìdiǎn (1716), dictionnaire de référence pour les XVIIIe-XIXe siècles et même le XXe siècle, indique que les caractères 构 gou et 楮 chu sont équivalents pour l’acception « arbre ».
Par contre, la différence actuelle manifeste entre 构 et 楮 donnée dans le tableau ci-dessus, vient d'un effort récent des botanistes chinois pour trouver des noms vulgaires normalisés correspondant aux espèces définies par la botanique.

## Fibres deBroussonetia
Les fibres de Broussonetia papyrifera sont regroupées en faisceaux dans la couche interne de son écorce. Elles sont formées de cellules minces et creuses atteignant une longueur étonnante de 25 cm et sont associées aux cellules du phloème qui transportent les nutriments. Ces longues fibres peuvent être aisément séparées  du tissu parenchymateux. Grâce à cette propriété, le papier fabriqué avec ces fibres végétales est très résistant tout en restant très doux.
Les trois grandes traditions de fabrication du papier de Broussonetia sont celles de la Chine, du Japon et de la Corée.

## Papier d’écorce de mûrierBroussonetiaen Chine
L’utilisation des écorces de Broussonetia papyrifera (构树 gòushù) et de B. kazinoki (楮树 chǔshù) dans la fabrication du papier a peut-être pour origine la production très ancienne des étoffes d’écorce battue (des tapa) en particulier dans les régions du  sud et du sud-ouest de la Chine. Le « Commentaires sur les plantes, les oiseaux, les bêtes sauvages, les insectes, et les poissons dans le Livre des odes » (au IIIe siècle) indique que « L’écorce est transformée en une sorte de tissu (布 bu) ou bien, après avoir été pilonnée, [transformée] en papier (纸 zhi) que l’on appelait 榖皮纸 gupizhi « papier d’écorce de mûrier à papier » (Hu et al, 2018). Le médecin naturaliste Li Shizhen dans son ouvrage Bencao gangmu (1593) indique que « Les gens de Wuling fabriquaient des vêtements en écorces de mûrier à papier (楮皮 chupi) qui sont très solides ». Il mentionne aussi que l’ethnie Li (黎族 Lizu) de l’île de Hainan, « fabriquait des vêtements avec de l’écorce de bois » . Le 20 mai 2006, la technique de fabrication de tissu d’écorce (ou tapa) des Li a été incluse dans la Liste du patrimoine culturel immatériel de l'humanité en Chine.
Remarquons que l’association des fibres papetières et textiles, s’était faite aussi avant l’emploi des broussonétia au IIe siècle. Comme nous allons le voir, les premiers papiers fabriqués sous les Han antérieurs (-206, -9) l’ont été avec des fibres textiles de type chanvre, ramie, ce qui ne veut pas dire que les fibres végétales brutes étaient utilisées, le passage par les fibres textiles (de toile de ramie ou de chanvre) est probable pour Pan Jixing.

### Histoire
L’origine du papier parut claire et bien datée aux Chinois, tant qu’ils s’appuyèrent sur des sources textuelles mais le trouble les gagna quand dans les dernières décennies du XXe siècle, ils commencèrent à s’intéresser aux sources archéologiques.
Pendant des siècles, le monde savants chinois considéra que Cai  Lun avait inventé la fabrication du papier, en 105 de  l’ère commune. Cette opinion repose sur la biographie de l’eunuque Cai  Lun dans le Livre des Han postérieurs (Hou Han  shu compilé par Fan Ye en 445) où il est indiqué:
« Depuis les temps anciens, les écrits étaient pour la plupart  rédigés sur des lattes de bambou et ceux pour lesquels on utilisait la soie  étaient appelés zhi 纸. La soie était coûteuse et les lattes étaient lourdes et les deux  étaient incommodes. [Cai] Lun émit alors l’idée de se servir d’écorce d’arbre [树肤  shufu], de bouts de chanvre  [麻头 matou]  ainsi que de vieux chiffons de toile et de filets de pêcheurs pour faire du  papier [纸 zhi] » (Histoire  des Han Postérieurs, traduction de J-P. Drège,).
L’auteur en parlant de l’utilisation d’écorce d’arbre (树肤 shufu), n’est pas très explicite, mais connaissant l’histoire de la terminologie de la papeterie, on peut supputer qu’il s’agit de Moraceae, soit de Broussonettia, (构树 gòushù ou 楮树 chushu), soit de mûrier Morus (桑树 sāngshù). La forme de leurs fibres et les caractéristiques du papier sont si similaires que dans de nombreux cas, ils sont souvent confondus.
Les historiens du papier, comme Yi Xiaohui 易晓辉 ou Tang Shukun 汤书昆 et al, considèrent que le début de la fabrication du papier d’écorce de Broussonetia papyrifera remonte à peu près à l’époque de Cai Lun (Ier siècle) tandis que le papier d’écorce de mûrier est arrivé dans les siècles suivants, autour des dynasties Wei Jin (220-420) . L’usage du mûrier à papier semble donc avoir commencé avec Cai Lun dès le IIe siècle. Toutefois, cette évolution se fit progressivement. Si l’on s’en tient aux analyses fibreuses de Pan Jixing 潘吉星, 1979, les manuscrits du IIIe au VIe siècle sont dans leur grande majorité encore fabriqués avec du chanvre et parfois de la ramie.
Les multiples découvertes de fragments de papiers dans des sites archéologiques datant des deux à trois siècles précédant l’annonce du procédé de Cai Lun (en 105), ont établi que ces fragments de papiers plus ou moins grossiers avaient été fabriqués à partir de fibres de chanvre, de ramie ou de lin. Dès l’année 1957, des fragments trouvés dans une tombe de Baqiao 灞桥 près de Xi'an, soumis à une analyse microscopique et chimique par Pan Jixing en 1964, révéla qu’ils étaient composés de chanvre et de ramie et dataient de plus de 200 ans avant « l’invention de Cai Lun ». Depuis les années 1960, dans plusieurs sites ont été trouvés d’autres papiers datant de la dynastie des Han antérieurs (-206, -9) : papier de Jinguan (金关纸 Jīnguān zhǐ), papier de Zhongyan (中颜纸Zhōngyán zhǐ), papier de Maquanwan (马圈湾纸 Mǎquānwān zhǐ), papier (avec des écritures) de Xuanquan (悬泉 Xuánquán) et de Fangmatan (放马滩 Fàngmǎtān). Reprenons le tableau conçu par Pan Jixing en 2011, sur les fouilles qui ont mis au jour des papiers de fibres végétales (de type chanvre, ramie) fabriqués avant l’époque de Cai Lun, classés par ordre chronologique de fabrication établi par la stratigraphie et l’âge des ustensiles trouvés
| Papiers trouvés dans des sites archéologiques avant 2011 |                        |                    |                 |
| Nom du papier                                            | Période de fabrication | Date de découverte | Lieu            |
| Fangmatan                                                | -176 à -141            | 1986               | Tianshui, Gansu |
| Baqiao                                                   | avant -138             | 1957               | Xi’An           |
| Xuanquan                                                 | -140 à -7              | 1990               | Dunhuang, Gansu |
| Maquanwan                                                | -65 à -25              | 1979               | Gansu           |
| Jinguan                                                  | -52 à -3               | 1973               | Gansu           |
| Zhongyan                                                 | +1 à +55               | 1978               | Shaanxi         |

Une autre découverte intéressante est celle du « papier de Niya », trouvé dans une tombe des premiers siècles de l’ère commune (des Han postérieurs), réexaminé par Li Xiaocen et al en 2014, qui a permis de montrer que la fibre papetière utilisée était le lin. Cette sépulture se trouve près de Minfeng, une ville-oasis située sur la branche sud de la route de la soie qui contournait par le sud le désert du Taklamakan dans la région ouïghour du Xinjiang. Les autres découvertes de fragments de papiers dans la région du Xinjiang ont montré qu’après le Ve siècle, l’écorce de mûrier blanc a été systématiquement utilisée pour la fabrication du papier et a continué à l'être jusqu’à l’époque contemporaine. Finalement les travaux des archéologues ont bien établi que tous les papiers fabriqués avant l’époque de Cai Lun l’ont été avec des fibres végétales de chanvre, ramie ou lin, toutes des plantes herbacées.
Si on ne peut dire que la fabrication du papier ait commencé avec Cai Lun, il n’en demeure pas moins vrai que celui-ci a joué un rôle crucial dans l’histoire de son développement. Cai Lun était un haut fonctionnaire qui supervisait la production de produits technologiques impériaux, aussi est-il probable qu’il n’a jamais fabriqué personnellement de ses mains du papier. Ayant pris connaissance de progrès dans la fabrication du papier auprès des artisans papetiers, il fit les démarches pour que l’empereur publie un décret recommandant une nouvelle technique, utilisant les fibres végétales de mûrier et le recyclage des « têtes de chanvre », des fibres textiles anciennes de vieux chiffons et filets de pêche  (Tang Shukun et al, 2020).
Pour réussir cet assemblage, il fallait pilonner (捣 dǎo) soigneusement les matières premières. C’est précisément ce qu’indique Zhang Hua 张华 (232-300) dans son Mémoire sur moult choses (博物志 Bówù zhì), compilé au IIIe siècle, entre l’époque de Cai Lun (105) et le Livre des Han postérieurs (Ve siècle) : « Cai Lun de Guiyang a commencé à fabriquer du papier en pilonnant des filets de pêche ».
Pour un certain nombre de chercheurs,, il semble donc que le rôle de Cai Lun soit celui d’un diffuseur d’une nouvelle procédure de fabrication du papier ayant permis une plus grande efficacité pour produire un papier de meilleure qualité. L’utilisation d’écorce de mûrier pilonnés avec des morceaux de chanvre, de vieux chiffons et des filets de pêche fut décisive pour le succès de la diffusion du papier. Durant les siècles suivants, cette méthode déposée par Cai Lun (comme un brevet disent Tang et al) se répandit sur une grande partie du territoire chinois, puis fut exportée en Corée et au Japon, et l’usage des chiffons se répandit jusqu’en Europe via les Arabes.
Les papiers de mûriers sont déjà populaires sous les Jin (265-420). Puis sous les Tang (618-907), ils sont assez couramment utilisés pour l’écriture. Les moines bouddhistes s’en servent pour copier les sutras. Sous la dynastie Tang du Sud (937-975), l’écorce de broussonétia a été utilisée pour fabriquer un papier de haute qualité, le papier Chengxintang 澄心堂纸, recherché par les calligraphes et les peintres. Les papiers destinés à la calligraphie et la peinture sous la dynastie Ming (1368-1644) sont souvent fabriqués à partir d’un mélange d’écorces et de bambou et parfois de paille. Sous les Ming et Qing, le papier le plus utilisé était le papier de bambou mais pour les archives dynastiques c’était le papier d’écorce.
Ces techniques sont exportées avec le bouddhisme, l'écriture et la majorité de la culture chinoise vers la Corée entre le IIe et le IVe siècle puis vers le Japon en 610. Au même moment, la technique est également exportée en Inde. Le papier coréen (hanji en coréen) et japonais 紙 (kami, papier), appelé localement washi 和紙 (washi ou wagami, « papier japonais ») y sont fabriqués artisanalement depuis le VIIe siècle.
Les Arabes acquirent aussi cette technique au VIIe siècle après avoir fait prisonniers des Chinois, lors de la bataille de Talas. Il faut attendre le XIIIe siècle pour que les Arabes amènent les techniques chinoises du papier en Europe. Elles arriveront en Amérique encore plus tard, au XVIe siècle.
Autrefois en Indonésie, le papier tiré de l'écorce, appelée daluang ou dluwang, servait de support à l'écriture. À Java, son usage remonterait au IXe siècle. Le plus ancien manuscrit en langue malaise existant dans le monde, le manuscrit de Tanjung Tanah, qui daterait du XIVe siècle apr. J.-C., est écrit sur du daluang.
Le mûrier à papier a été propagé par bouturage dans les îles du Pacifique par les peuples austronésiens pour fabriquer du tissu d’écorce (ou tapa), un textile non tissé hautement symbolique de la culture austronésienne.

### Procédure de fabrication du papier deB. papyriferaet deB. kazinoki
On ne connait ni par les textes ni par les fouilles archéologiques, la technique de fabrication du papier de broussonétia du temps de Cai Lun et même dans les quelques siècles qui suivirent. Toutefois, la grande encyclopédie des techniques du XVIIe siècle, Tiangong kaiwu 天工开物, apporte quelques informations précieuses. On y lit que « L'écorce du mûrier à papier (楮树 chǔshù) est prélevée fin du printemps - début de l'été. Lorsque l'arbre est vieux, il est coupé [au niveau des] racines et recouvert de terre. L'année suivante, il pousse à nouveau des rejets dont l’écorce est encore plus belle. Pour [faire] le papier d’écorce (皮纸 pizhi), 60 livres d'écorce de mûrier à papier sont ajoutées à 40 livres de jeunes bambous et de chanvre, qui [après avoir été] trempés dans le même bassin, sont mis à bouillir dans un chaudron avec de la bouillie de chaux ». Cette technique de taille d’arbre par recepage annonce une pratique qui sera systématisée avec les arbustes hybrides de broussonétia, en Corée et au Japon. Dans ces pays, les daknamu et koso des plantations (comme se nomment ces hybrides), sont taillés en têtard, au ras du sol, et produisent chaque année de nombreux rejets faciles à récolter.
Dans une tentative de reconstruction des techniques, Pan Jixing dans les années 1960 utilisa une méthode ethnoarchéologique pour mener une enquête dans le district de Fengxiang, dans la province de Shaanxi où la tradition se perpétuait. Il proposa une procédure en 11 ou 12 étapes : rouissage des matériaux, le dérompage (couper en petits morceaux), le lavage, la macération dans une solution de cendre de bois, la cuisson, un nouveau lavage, le pilonnage, un autre lavage, la préparation de la pâte et son brassage, la confection des feuilles, le séchage au soleil et enfin la séparation de la feuille et du tamis. De nos jours, on trouve sur internet des reportages de journalistes de télévision ou de blogueurs, certes plus attirés par le folklore que par l’étude historique, qui nous fournissent quelques images de procédures plus ou moins archaïques.
La créativité des artisans papetiers chinois, sur un territoire immense, a produit au cours des siècles, une multitude de procédures dont on peut extraire quelques principes généraux. Les nombreuses tentatives de reconstruction de la procédure traditionnelle de fabrication du papier de Broussonetia aboutissent à des étapes assez différentes .百科[réf. nécessaire], Khartasia et Drège (p. XXXVIII)) mais partagent les mêmes principes d’extraction et de traitement des fibres végétales pour obtenir une pâte molle capable de se disperser dans l’eau de façon à pouvoir être étalée en un film homogène et régulier sur un tamis.
Il existe toutefois une enquête de terrain éclairante d’un universitaire de Pékin, Zhu Xia, effectuée dans une communauté de l’ethnie Dai, au sud-ouest du Yunnan (près de la frontière birmane), qui fabrique depuis des siècles du papier avec de l’écorce de Broussonetia 桑科构皮(楮皮) sangke goupi (chupi) « Broussonetia de la famille des Moraceae ») selon une méthode traditionnelle. En 2003, il y avait environ 30 à 50 familles du village de Mangtuan qui fabriquaient du papier toute l’année et les autres le faisant à temps partiel. Ce sont les femmes qui sont responsables des ateliers de papeterie et effectuent les travaux. Les hommes peuvent à l’occasion donner un coup de main. Elles se fournissent en écorces de mûrier à papier à partir d’arbres sauvages. Comme il n’y en a plus près du village, elles les achètent aux communautés d’ethnies Wa et Lahu situées à 30 km de leur village où les arbres n’ont pas encore disparu.
La procédure de fabrication du papier d’écorce de broussonétia se fait en 11 étapes : 1) couper les branches et peler des bandes d’écorce, éliminer la couche supérieure 2) sécher les rubans de fibres 3) tremper 4) mélanger avec les cendres 5) étuver 6) laver 7) pilonner la pâte à papier 8) confectionner les feuilles sur un tamis 9) sécher au soleil 10) calandrer (donner un apprêt) 11) décoller la feuille du tamis.
Les deux premières étapes se font dans les communautés Wa et Lahu, les neuf étapes suivantes sont effectuées chez les Dai de Mangtuan. Nous donnons ci-dessous, précisément la procédure similaire de fabrication du papier à partir d’écorce de kozo (hybride), mais les 2 premières étapes des Wa et Lahu, sont détaillées en 6 étapes pour le kozo, et l’étape de confection des feuilles se fait avec une forme fixe chez les Dai alors qu’une forme vergée est utilisée au Japon.
Arrêtons-nous un instant sur ces termes techniques. Pour produire des feuilles de papier toutes semblables, on utilise deux types de formes:
1) une forme fixe (dite aussi forme tissée), formée d’un cadre de bois ou de bambou rectangulaire sur lequel est tendu un morceau d’étoffe servant de tamis
2) une forme ouvrante (ou forme vergée) constituée d’un châssis et d’un tamis. Le châssis est fait de quatre tringles de bois, réunies par des barres régulièrement espacées qui supportent le tamis. Celui-ci est fait d’une natte de minces tiges de bambou.
La forme fixe suppose d’avoir autant de tamis d’avance que de feuilles de papier que l’on désire produire en série (voir la fabrication du papier tibétain) car la pâte à papier fraîche colle au tissu du tamis. Avec la seconde forme, l’opérateur descend la forme vergée dans l’eau de la cuve, récupère un film de fibres en suspension en la remontant, et après avoir posé le châssis sur le bord de la cuve, il saisit le tamis et le retourne pour en détacher une feuille (qui dans ce cas n’adhère pas au tamis en bambou). Les formes fixes et vergée laissent des empreintes différentes sur le papier qui permettent des siècles après leur fabrication de savoir comment ils ont été fabriqués.
Finalement en Chine, seules les deux espèces B. papyrifera et B. kazinoki ont été utilisées, la deuxième étant considérée de qualité supérieure. Dans le passé, elles ont reçu de multiples dénominations génériques, 构 /構 
gòu, 楮 chǔ , 榖 (même prononciation), et sont parfois distinguées de nos jours par leur taille, la première nommée 大构 dagou morph.« grand mûrier à papier », B. papyrifera, et la seconda 小构 xiaogou « petit mûrier à papier », B. kazinoki. L’Institut de botanique de l’Académie des sciences chinoise a fait des recherches sur le mûrier à papier hybride (杂交构树 zájiāo gòushù) à partir de plantes importées du Japon afin de sélectionner des arbres résistants aux sels et alcalis. Des plantations de mûriers à papier sont faites pour assurer le reboisement des zones salines alcalines du Hebei et du Shandong.

## Papier d'écorce deMorusen Chine
Sous la dynastie Tang du Sud (937-975), le célèbre papier Chengxintang 澄心堂纸 « Hall de l’Esprit serein » de Nankin, quasiment réservé à l’usage impérial, était fait d’écorce de mûrier (Morus) et de mûrier à papier (Broussonetia) à moins que ce ne soit que du second.
Le papier de mûrier (Morus) est fabriqué à partir de l’écorce interne blanche des jeunes tiges ou de branches de Morus 桑树 sangshu. Les fibres de mûrier sont légèrement plus longues que celles de l’écorce de gou (B. papyrifera), généralement de 6 à 22 mm. Elles donnent un papier jaunâtre.
De nos jours, les papetiers du Hotan 和田 au Xinjiang sur la branche de la route de la soie qui contournait le désert du Taklamakan par le sud, utilisent le mûrier blanc (voir les vidéos,). C’est une tradition très ancienne, puisque les premiers témoignages de la fabrication du papier au Xinjiang remontant au Ve siècle ont montré que le mûrier blanc était utilisé. Autres régions produisant du papier de mûrier Morus: Qian'an 迁安 (Hebei) et Qianshan 潜山 (Anhui).

## Papier d’écorce de mûrier au Japon

### Histoire
Autrefois, les papetiers cultivaient leurs propres champs de mûriers à papier mais actuellement à de rares exceptions près, kôzo (B. kazinoki × B. papyrifera) ou kazinoki / kajino-ki  (Broussonetia papyrifera) sont cultivés par des paysans en complément des cultures vivrières et sont vendus aux papetiers.
Le kozo a été utilisé dès le début de la fabrication du papier. Les papiers les plus anciens au Japon datant de 702, sont des papiers de kozo. La première grande époque de production du papier au Japon couvre les périodes Nara (710-794) et Heian (794-1185) durant lesquelles, le Japon est dominé par une bureaucratie organisée sur le modèle chinois qui nécessite l’emploi d’une grande quantité de papier. La pratique de la copie de sûtras réclame également la production de papiers blancs de qualité. Le gouvernement encourage la création de papeteries mais celles-ci restent sous le contrôle des autorités locales. Les techniques de fabrication s’améliorent pendant la période Heian et kozo et gampi (Wikstroemia) vont prendre la place du chanvre. Le kozo est le plus important car il est  plus facile à travailler que le chanvre et il se cultive aisément partout. Le gampi a un emploi plus limité car ne se cultivant pas, la récolte se limite aux arbustes sauvages.
La seconde grande étape s’étend jusqu’à la fin de l’ère Meiji (1868-1912). La demande en papier augmente beaucoup durant cette période. La production augmente en quantité, qualité et variété. Durant la période d’Edo (1603-1868), le kozo est cultivé et employé dans la fabrication des papiers dans de nombreuses régions du Japon. Le papier change de statut, de tribut fiscal, il passe au rang de marchandise exportée vers les grandes villes. Ce commerce lucratif est sous le contrôle des clans de samouraïs. Le papier de pur kozo (choshi) est utilisé pour la calligraphie, les documents officiels, l’imprimerie. Les papiers destinés à la calligraphie reçoivent un encollage afin d’éviter à l’encre de s’étaler et de paraître terne et plate. Actuellement les papiers pour la calligraphie peuvent contenir aussi du bambou ou de la paille de riz.

### Procédure de fabrication du papier dekôzo (washi)
Le Japon et la Corée se distinguent de la Chine, par la place centrale qu'occupe l'hybride naturel B. kazinoki × B. papyrifera, nommé respectivement kozo et daknamu. Ce petit arbre est planté en rangs et taillé en têtard au ras du sol. Tous les ans il donne des tiges vigoureuses, faciles à récolter.

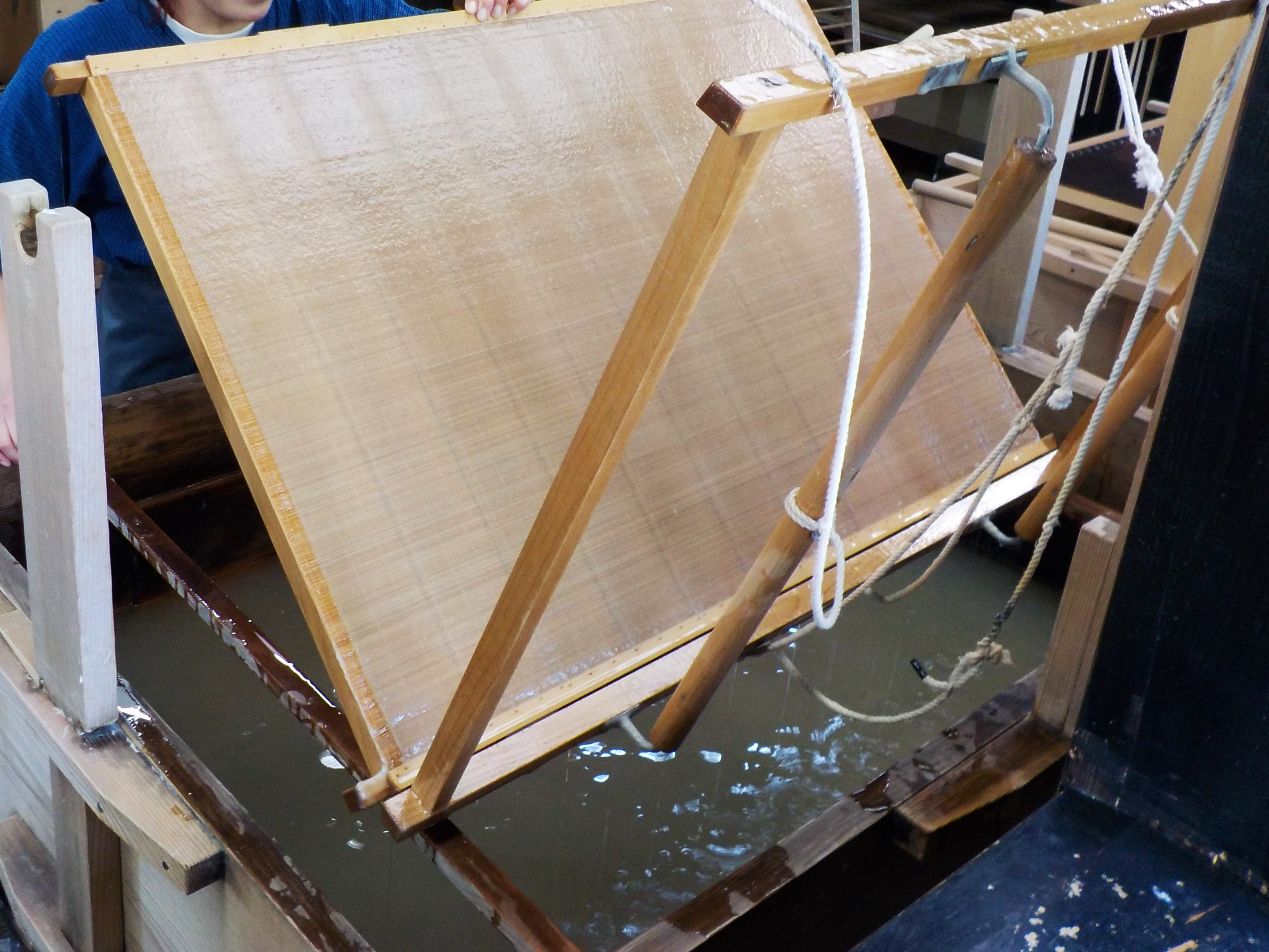
Tamis de forme vergée
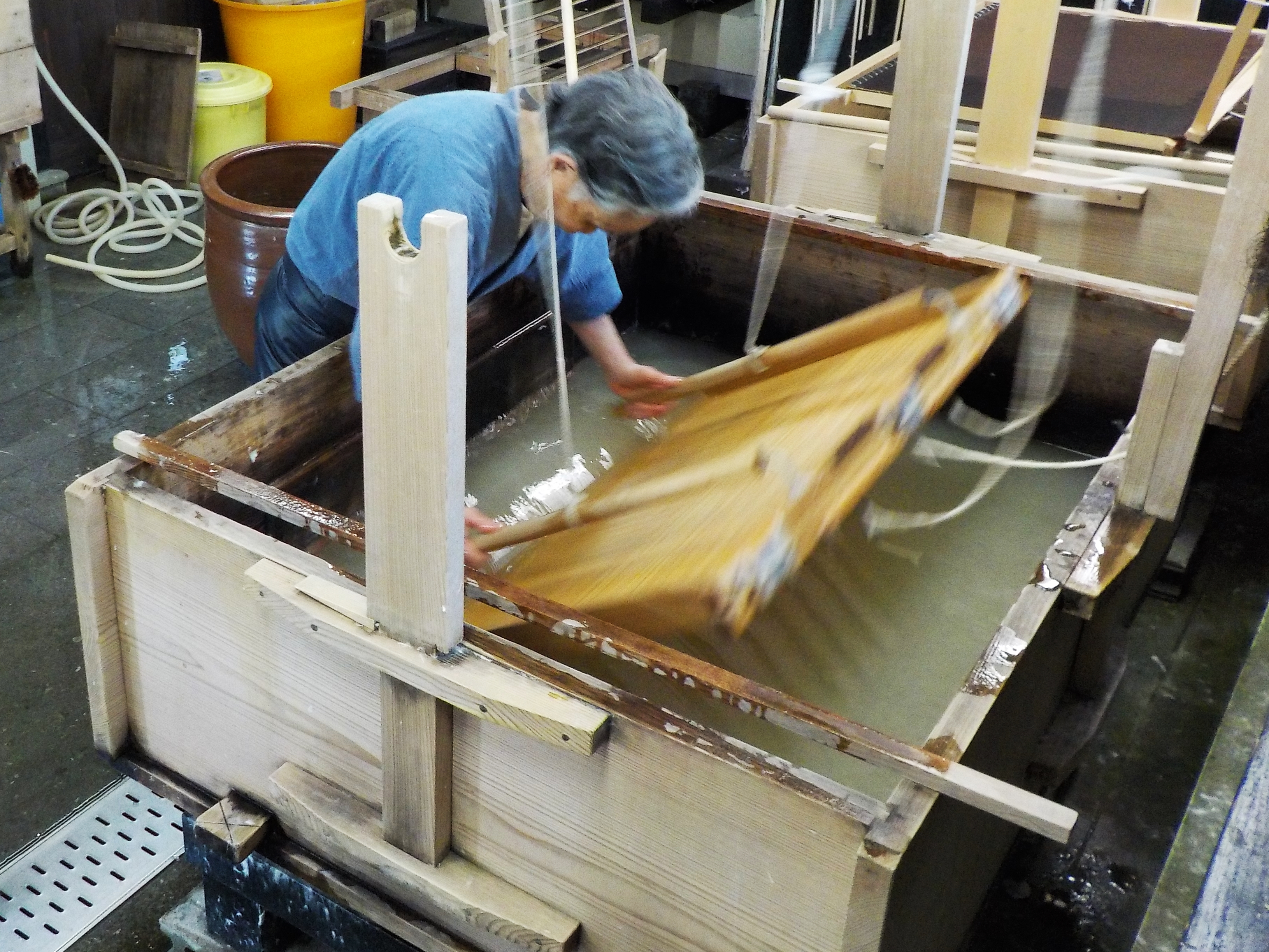
Faire passer un film de pâte sur la forme
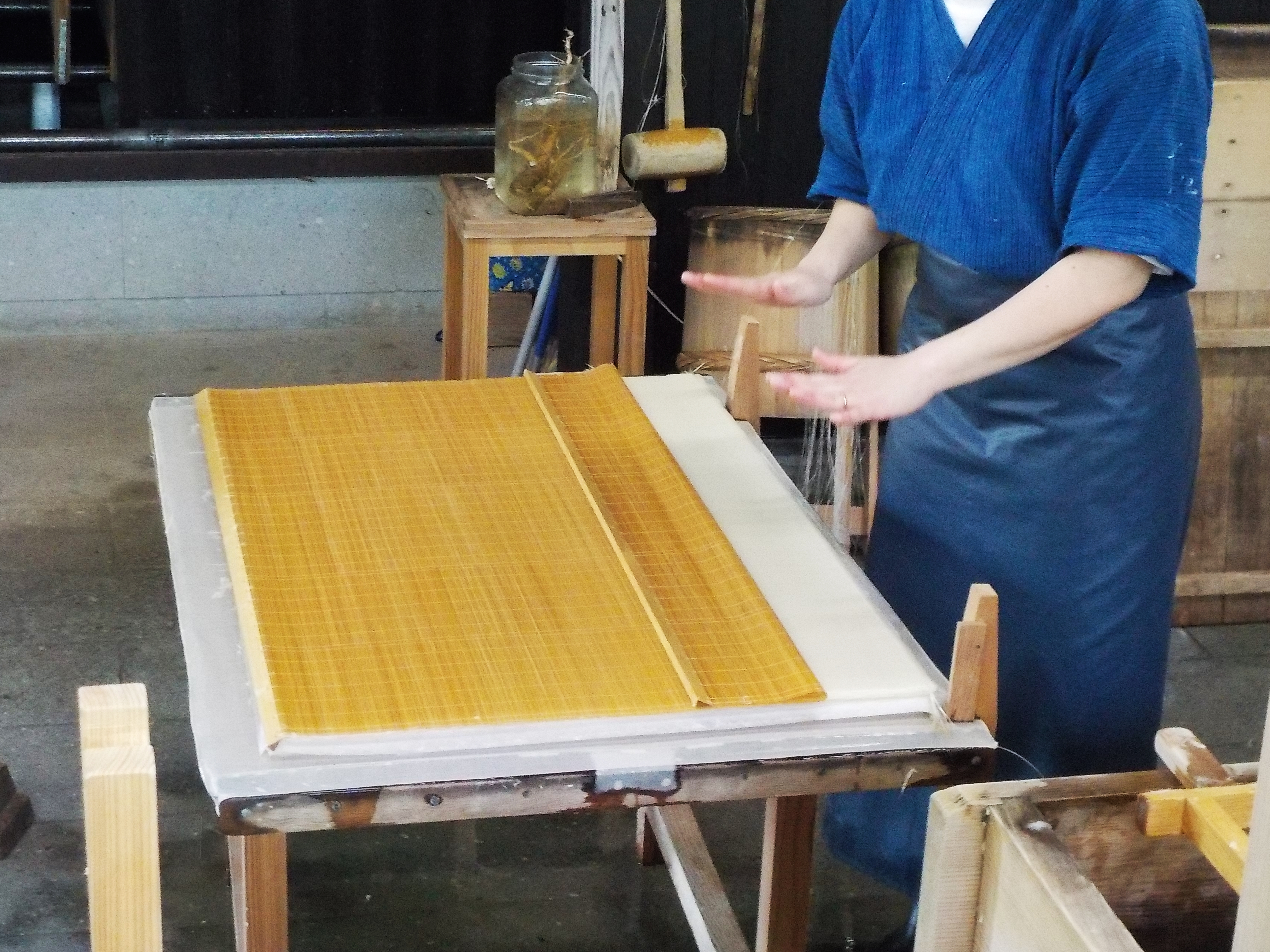
Le tamis est retourné sur la pile de feuilles pour déposer une nouvelle feuille
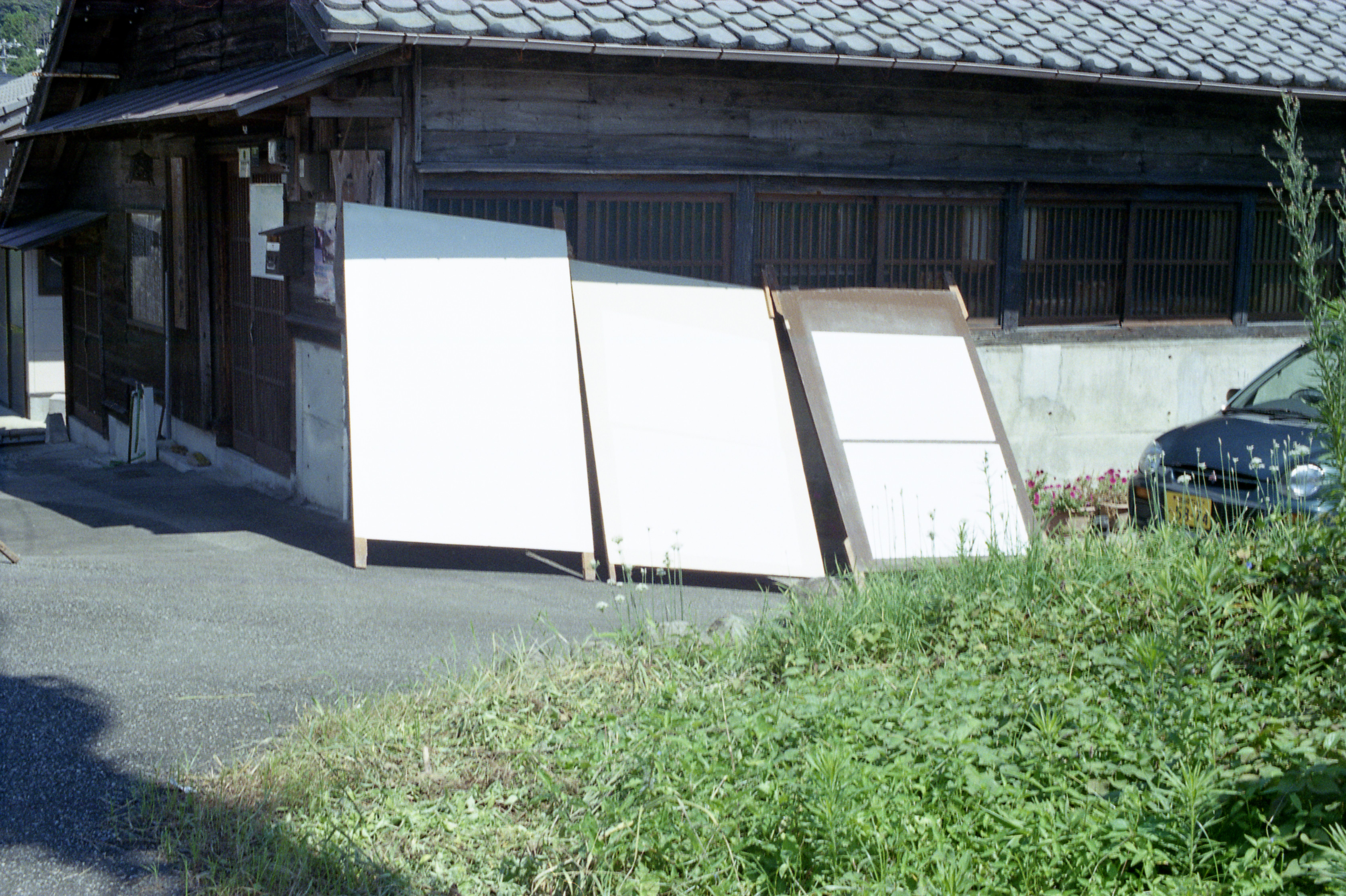
Feuilles mises à sécher

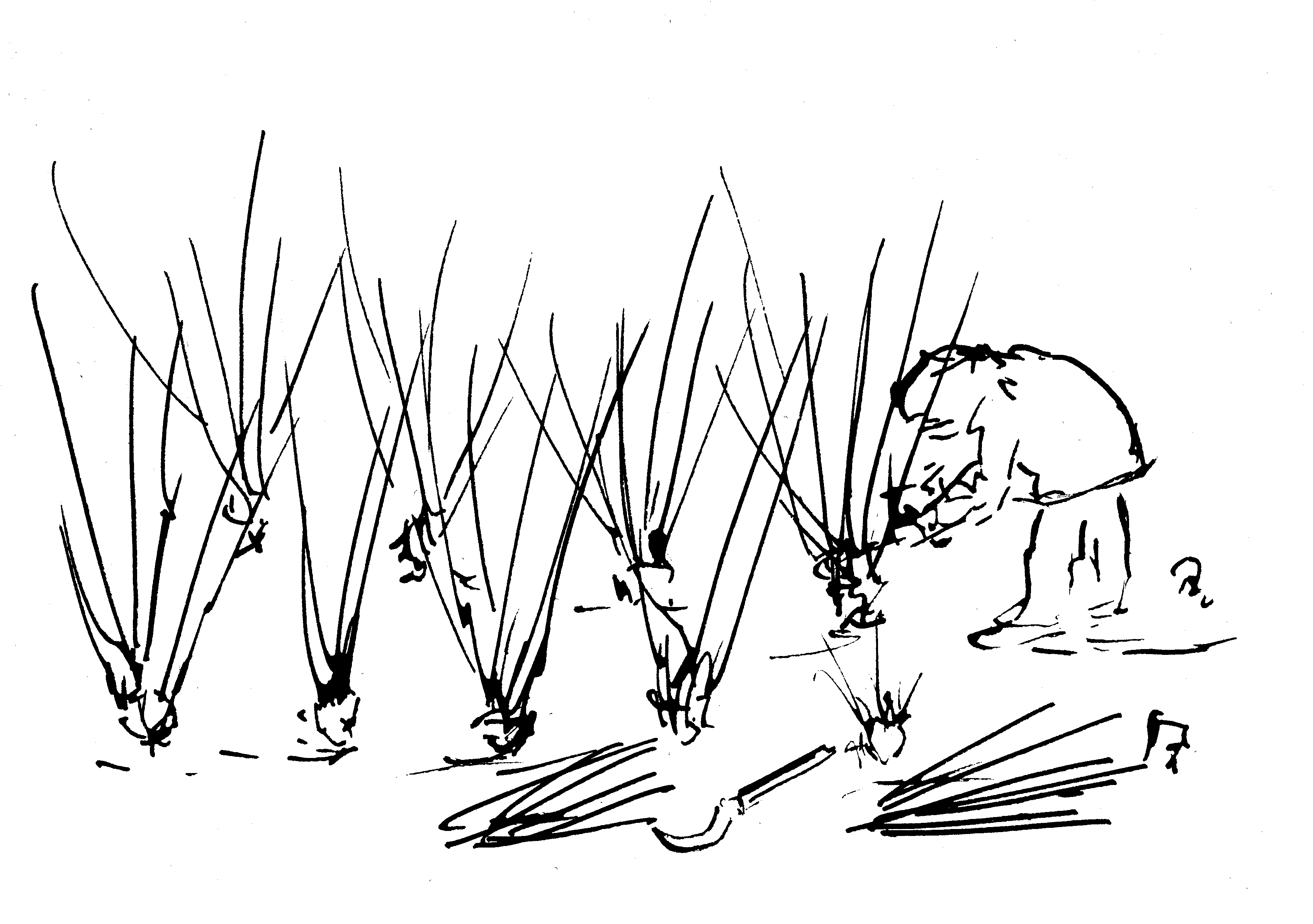
1.Les mûriers hybrides, B. kazinoki × B. papyrifera, sont cultivés en champs et taillés en têtard. La récolte des longs rejets a lieu l'hiver.

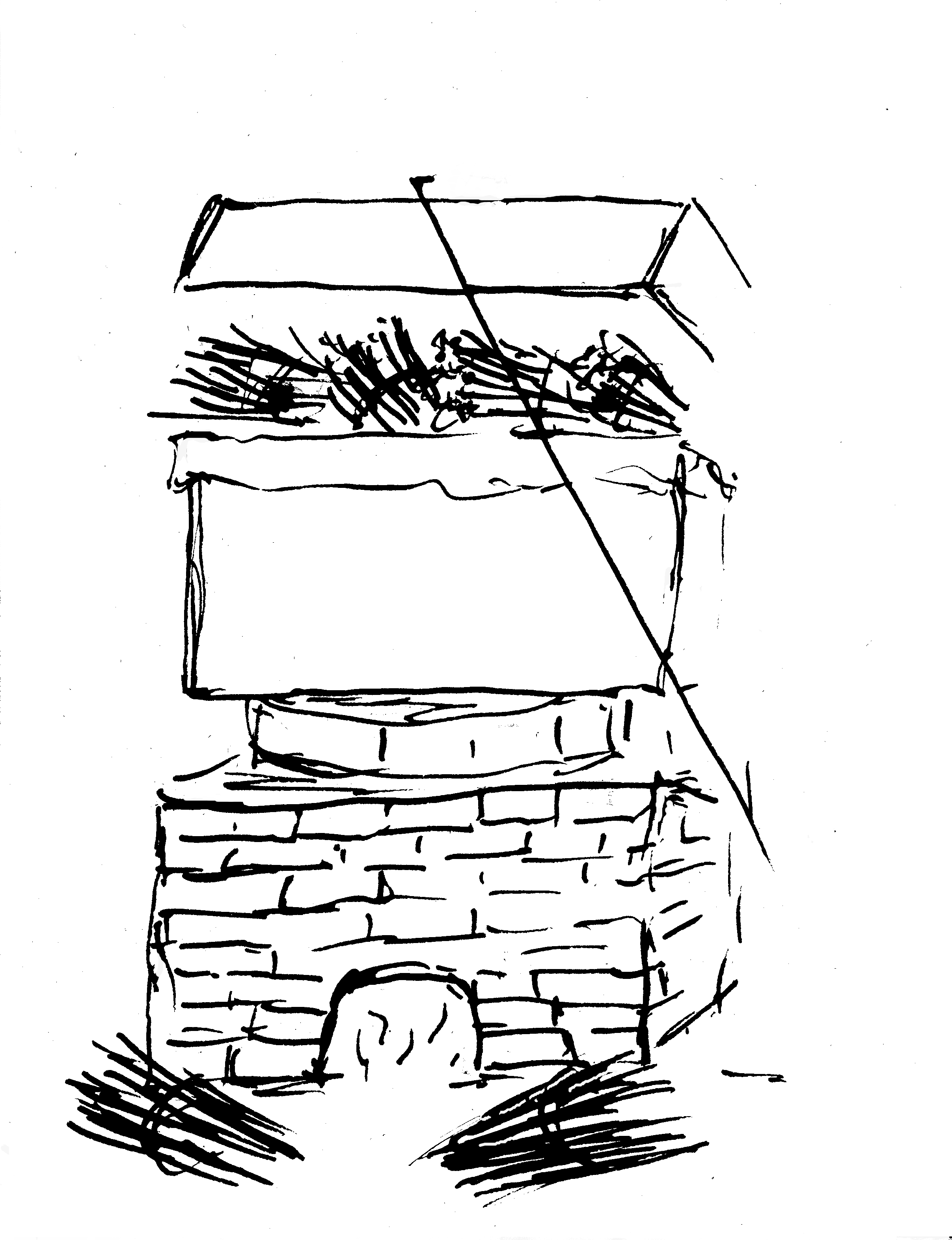
2. Les fagots sont placés dans une étuve pendant 2 à 3 heures

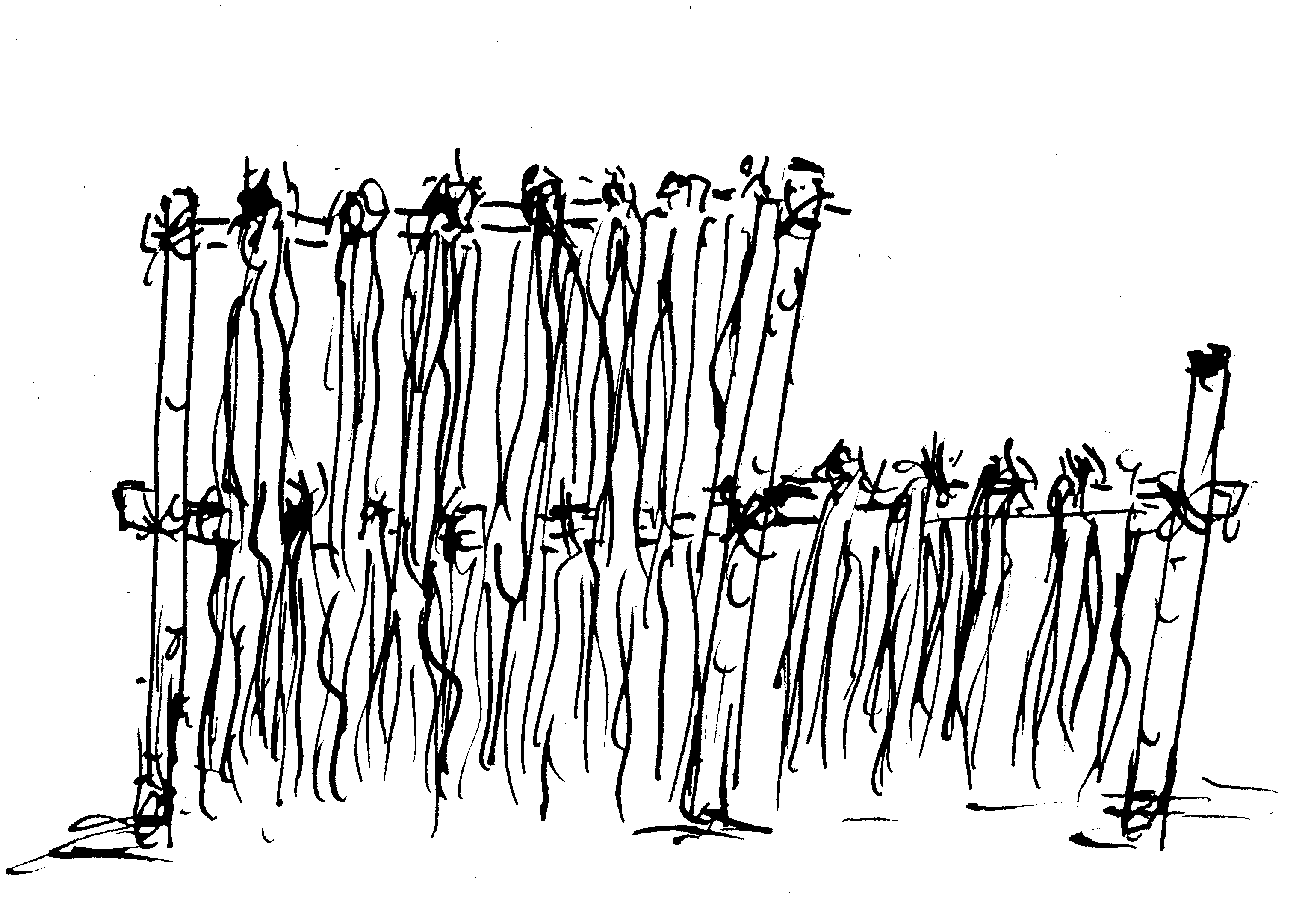
4. Les écorces sont exposées au soleil sur un râtelier

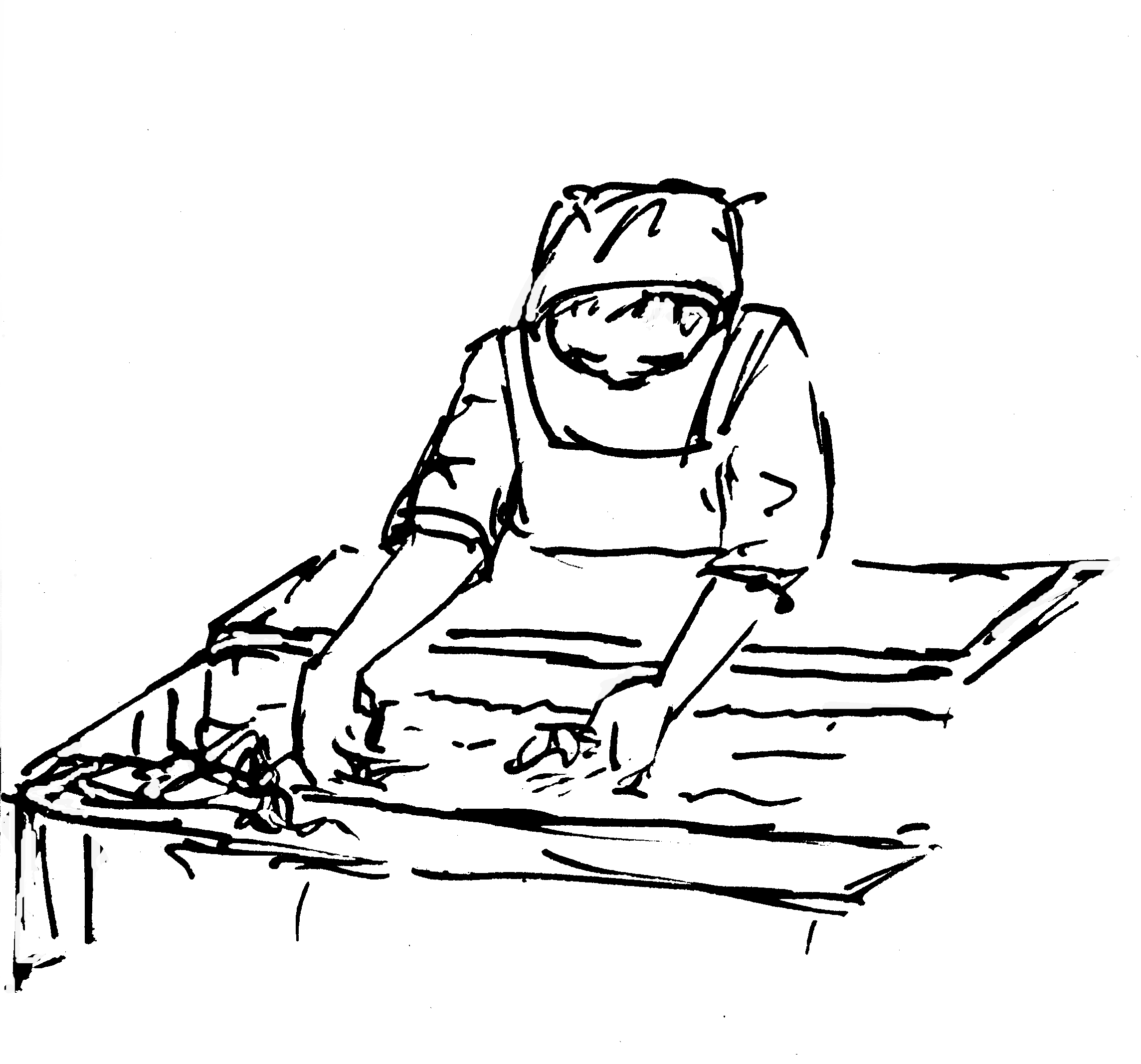
8. Les impuretés dures et colorées sont éliminées soigneusement à la main, dans l’eau froide

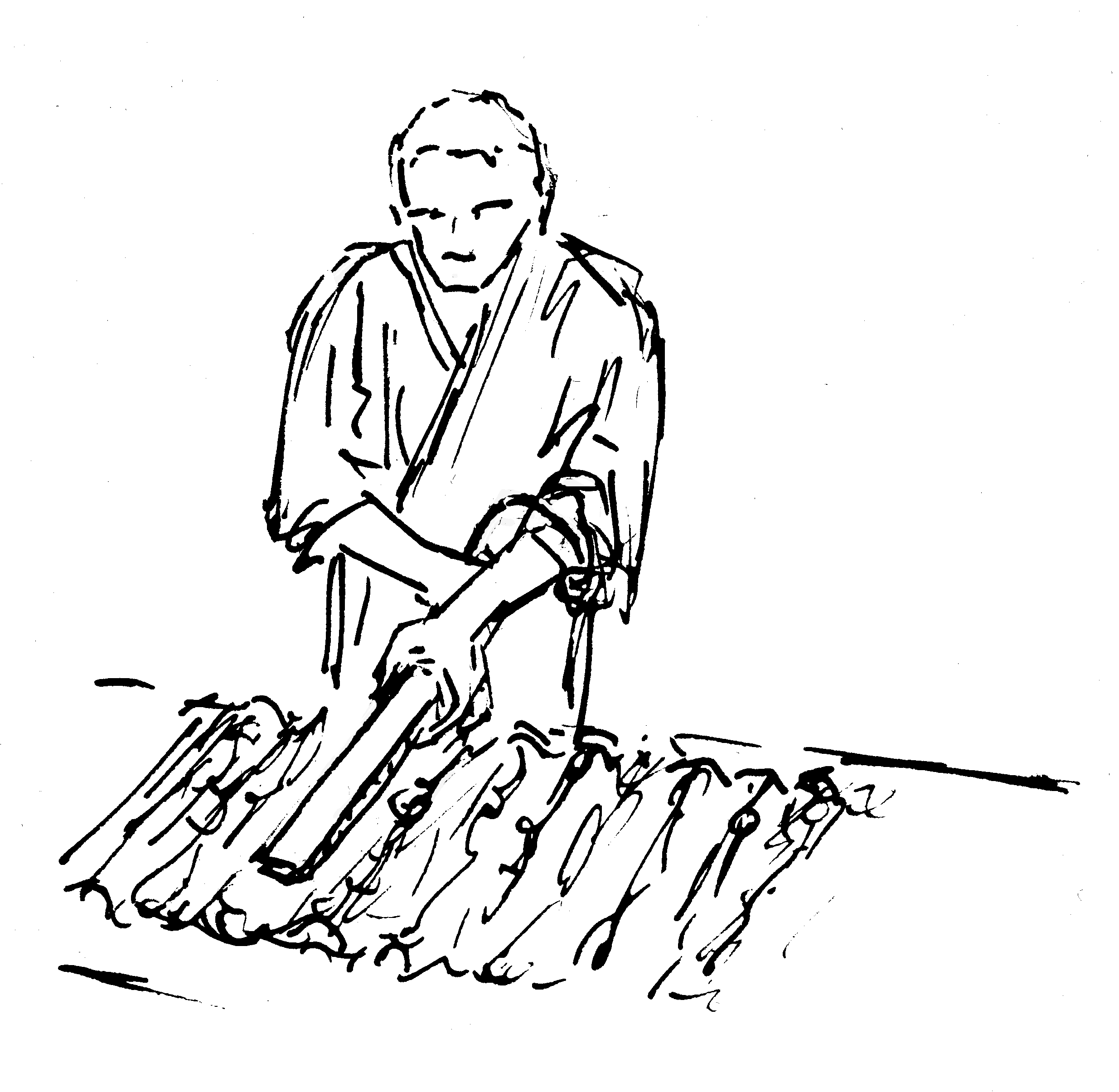
9. Les fibres sont longuement battues avec un gourdin

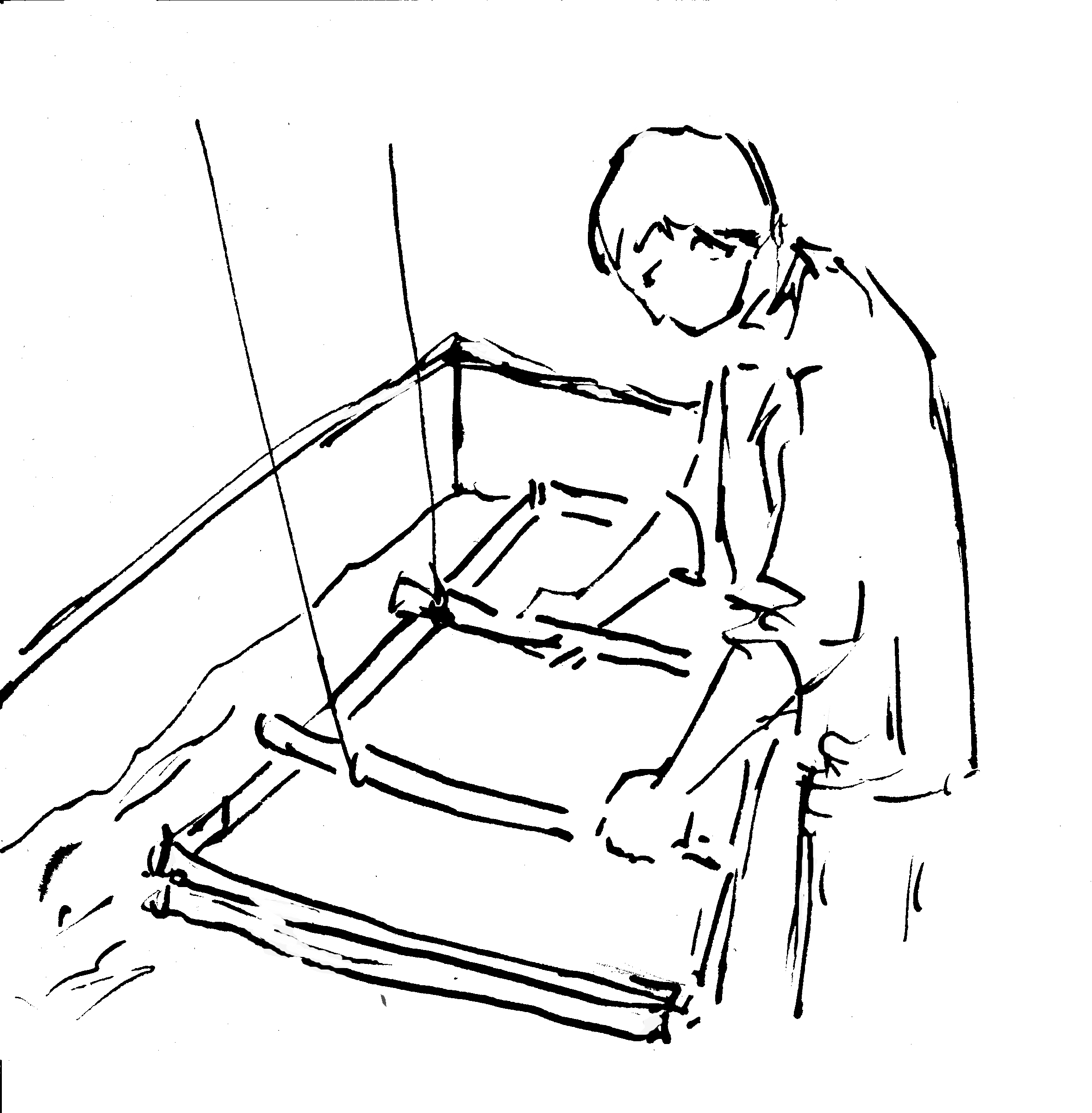
11. Le nagashizuki consiste à superposer des couches de fibres par prélèvements successifs jusqu’à obtention de l’épaisseur désirée.

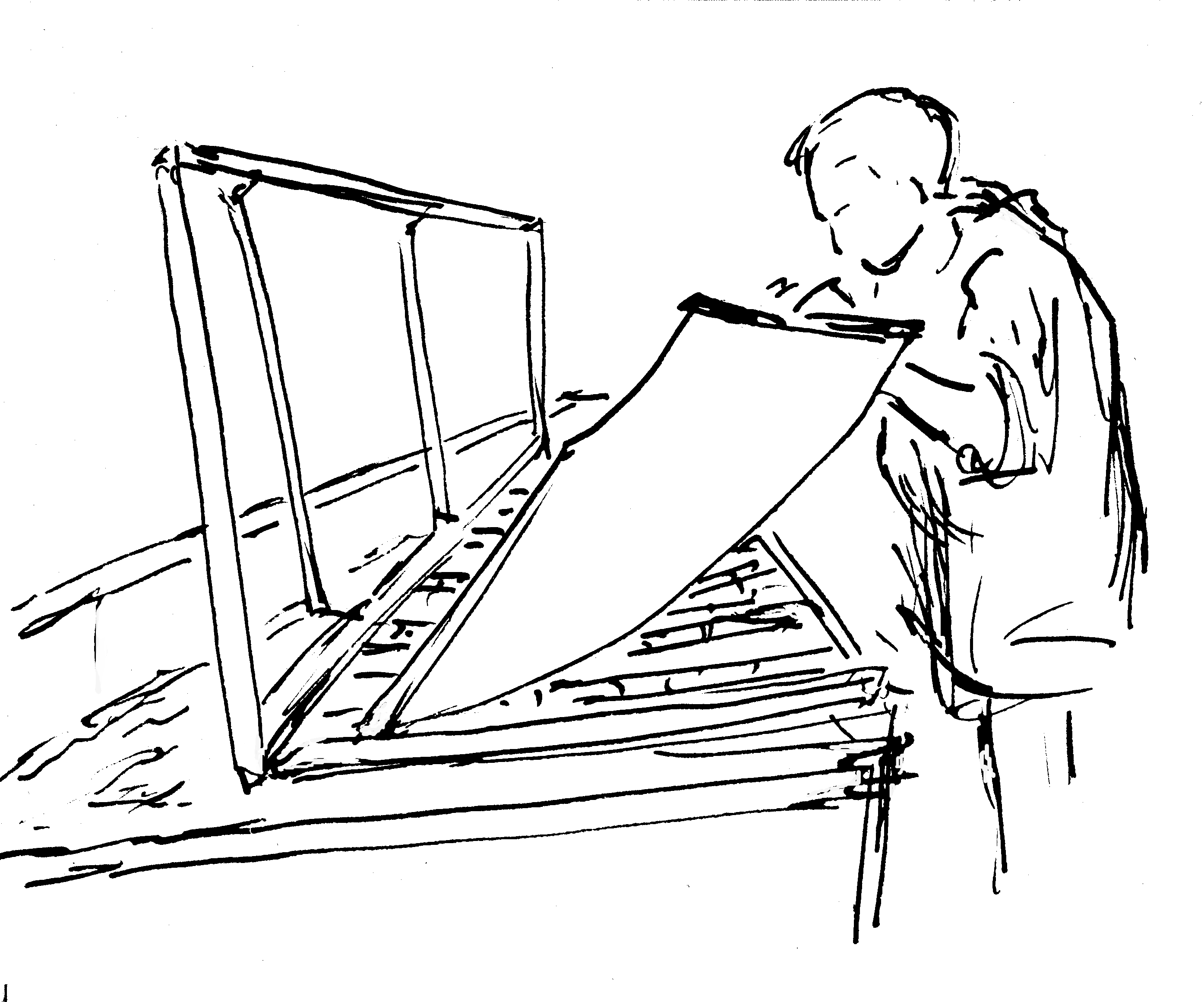
12a. Le tamis (avec le film de fibres papetières) est retiré du châssis

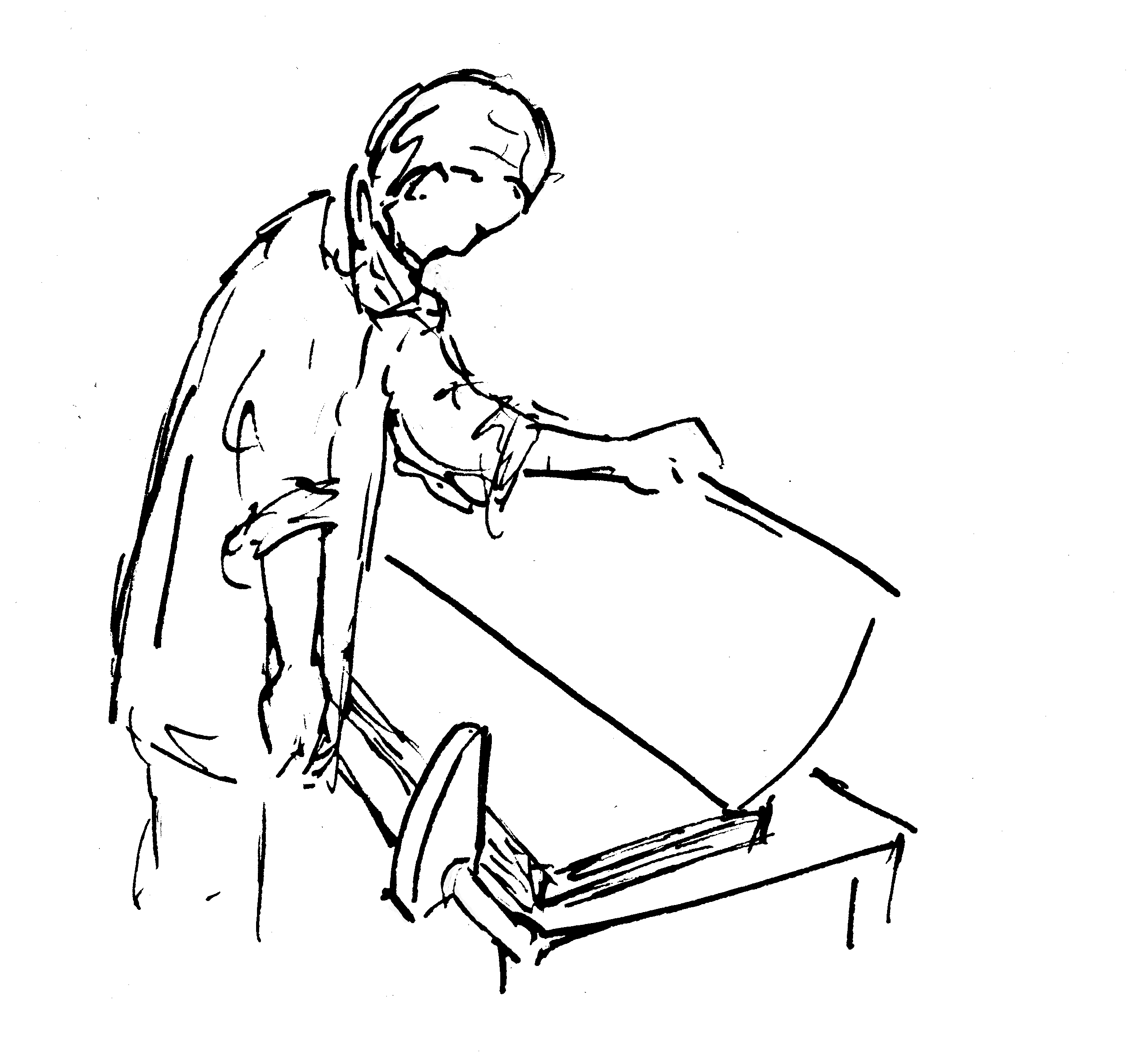
12b. Le tamis est retourné sur une pile de feuilles déjà faites pour déposer une nouvelle feuille

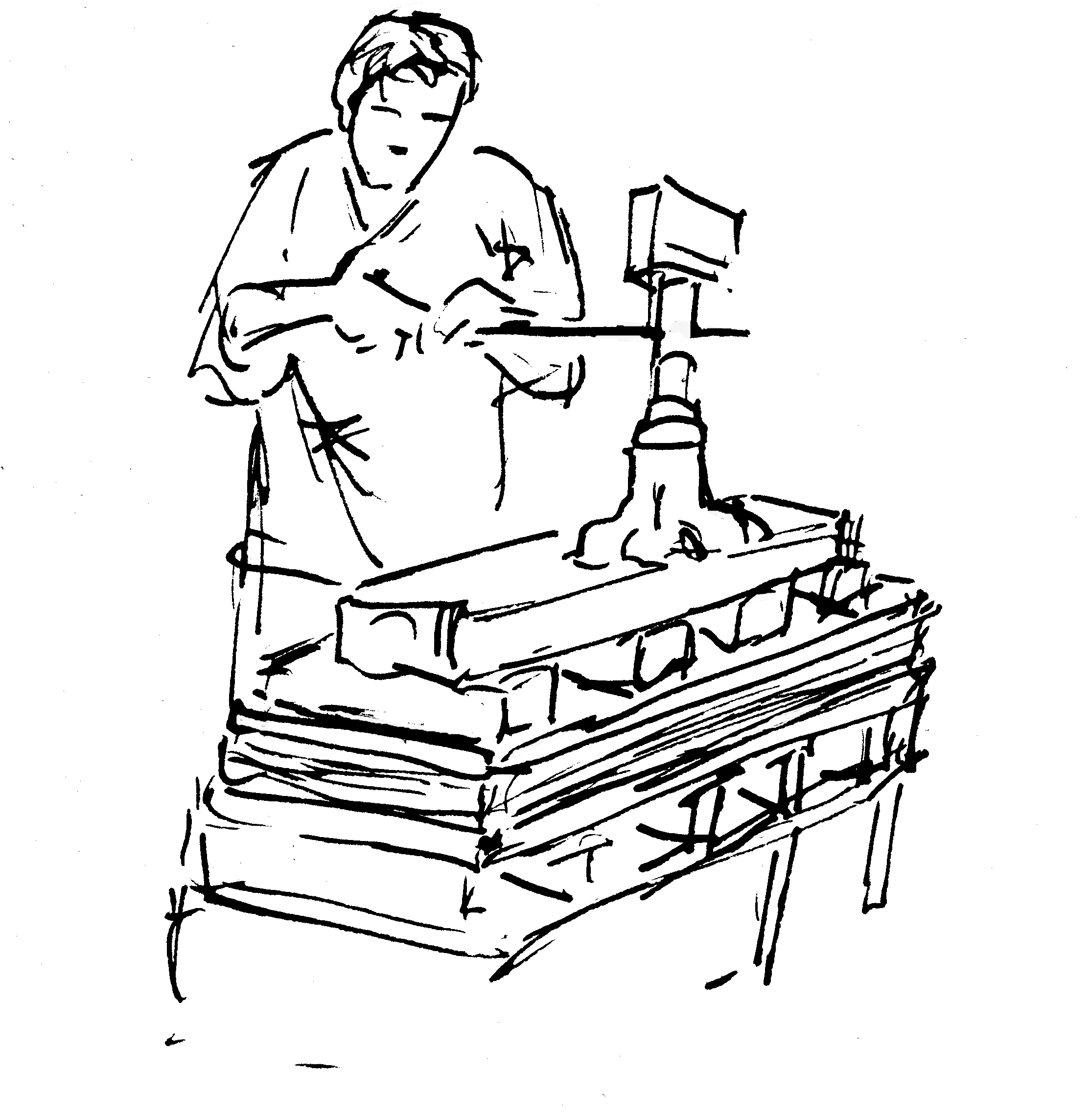
13. La pile de feuilles est soumise à une pression en la mettant dans une presse à levier

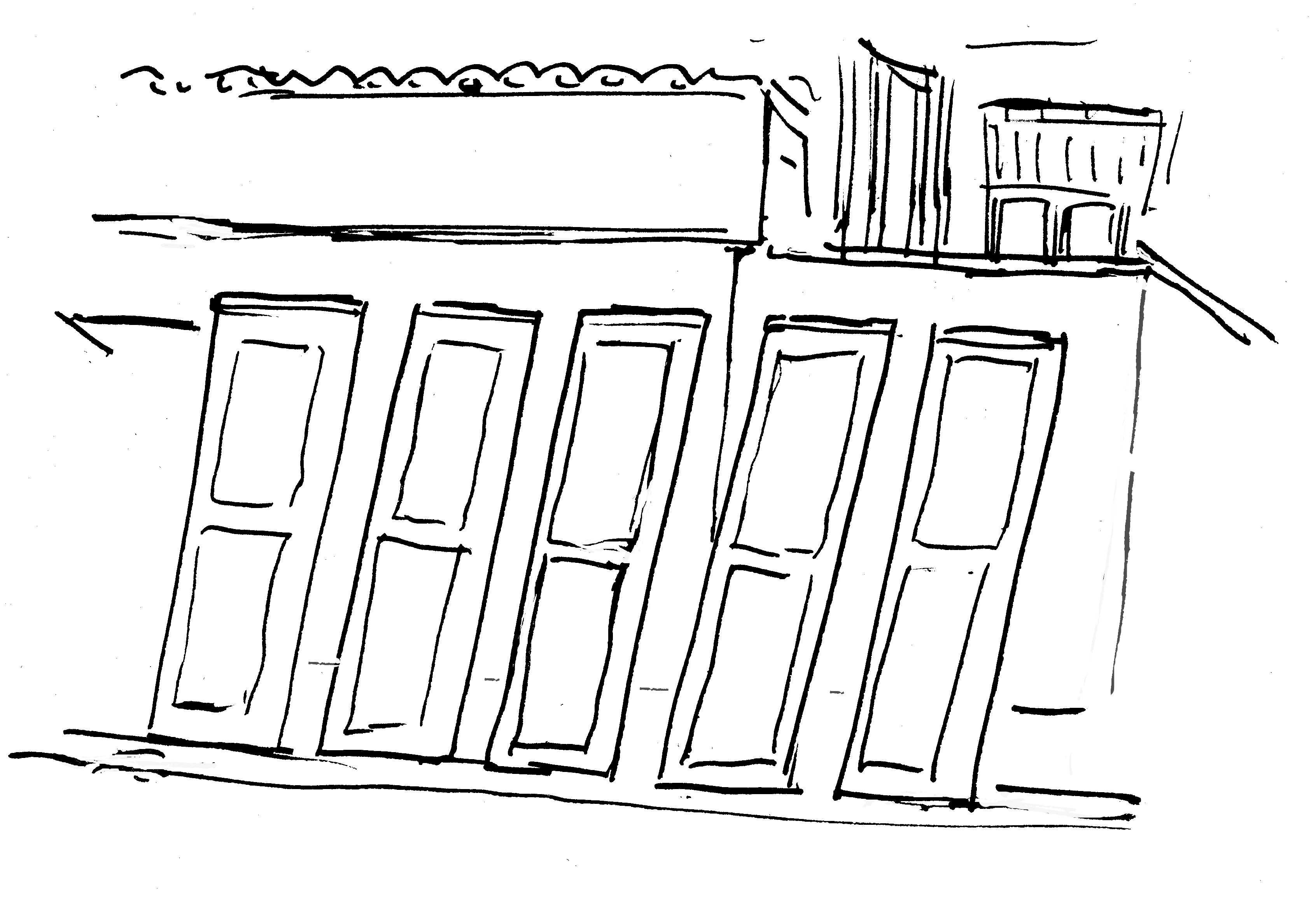
14. Les feuilles humides, disposées par deux sur de grandes planches, sont exposées au soleil

La procédure de fabrication traditionnelle suit les mêmes principes qu’en Chine, et au Japon, cette tradition demeurée encore bien vivante jusqu’à la Seconde guerre mondiale est aujourd’hui aussi en train de s’éteindre. En 2014, l’Unesco a reconnu le savoir-faire de trois communautés fabricant le papier traditionnel washi avec du mûrier à papier, en les inscrivant sur la Liste du patrimoine culturel immatériel de l'humanité au Japon.
En se basant sur les données de la base Khartasia et des vidéos tournées dans les champs et ateliers de papetiers,, on peut présenter 13 étapes:
Les kozo cultivés en champ sont régulièrement taillés en têtard au ras du sol, favorisant la repousse de rejets vigoureux, droits et facile à récolter ; c’est d’ailleurs cette technique de recépage qui est utilisée en Europe pour la taille des osiers de vannerie.
1. En novembre-décembre, les branches de kozo sont coupées à la serpette au ras du sol. Ils sont rassemblés en fagots et transportés à l’atelier du papetier. Là, ils sont coupés méticuleusement à un mètre de long.
2. Les fagots sont ensuite placés dans une étuve pendant 2 à 3 heures, pour faciliter le pelage des écorces

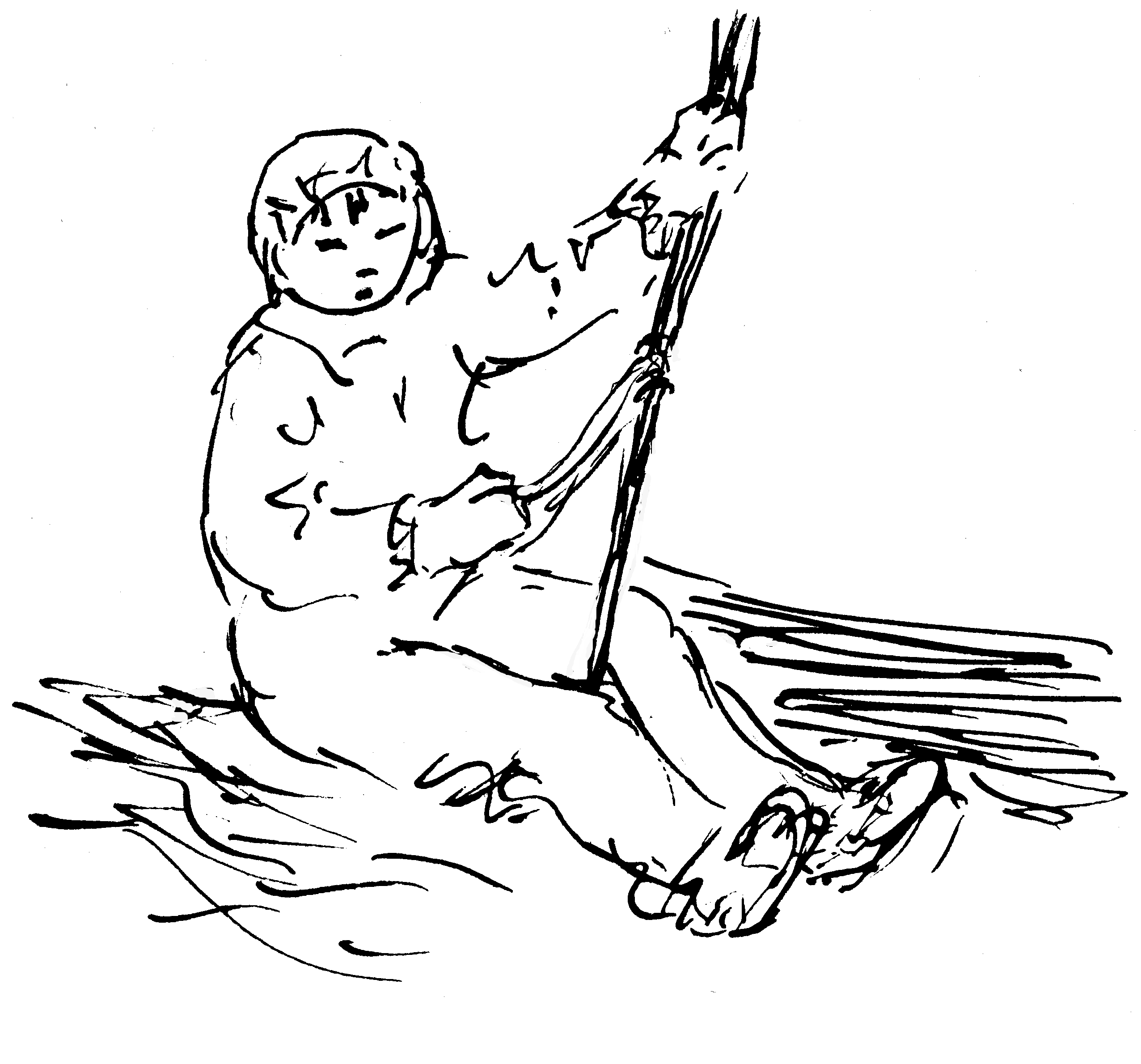
3. Les longs rubans d'écorce sont détachés de chaque branche, et sont regroupés en gerbes
4. Les rubans sont mis à sécher en extérieur sur un râtelier puis sont stockées 2 à 3 ans pour leur « maturation »
5. Puis la couche la plus externe de l’écorce, de couleur noire, est grattée avec un gros couteau pour être éliminée ; seule est gardée la couche interne comportant les longues fibres végétales
6. Pour leur assouplissement et blanchiment, elles sont exposées au soleil dans l’eau froide d’un cours d’eau ou sur la neige.
7. La cuisson dans une lessive alcaline permet d’éliminer lignine, pectines, cires et gommes qui gêneraient la séparation des fibres de cellulose au moment du battage. Les lessives sont préparées soit à base de cendres de bois soit de réactifs alcalins (soude ou chaux). La cuisson dans un grand chaudron dure deux à trois heures ; la durée varie en fonction de l’âge de l’écorce et de l’alcali utilisé. La lessive doit être tournée toutes les demi-heures.
8. Après la cuisson les fibres sont rincées pour éliminer les résidus de lessive. Les impuretés dures et colorées sont éliminées soigneusement à la main, dans l’eau froide
9. Les fibres sont longuement  battues avec un maillet ou un gourdin ou dans une pile hollandaise, la naginata, pour obtenir la pâte à papier
10. La pâte est versée dans une cuve d’eau, avec un agent dispersant le tororo-aoi (racines de Abelmoschus manihot) pour faciliter la dispersion homogène des fibres et la suspension est bien brassée à l’aide d’un râteau
11. Deux méthodes sont utilisées pour former la feuilles : nagashizuki et tamezuki.
  - Le tamezuki consiste à prélever en une seule fois la quantité de pâte nécessaire pour former la feuille
  - Le nagashizuki consiste à superposer des couches de fibres par prélèvements successifs jusqu’à obtention de l’épaisseur désirée. Les papetiers n’utilisent pas tous le même mouvement: soit un mouvement d’avant en arrière soit un mouvement de gauche à droite. La forme vergée utilisée est constituée d’un châssis supportant un tamis capable de retenir un film uniforme de fibres (en plusieurs couches) et de laisser passer l’eau, grâce à une natte de bambou filtrante
12. Le tamis (avec le film) est retiré du châssis et retourné sur une pile de feuilles déjà faites.
13. La pile de feuilles est soumise à une pression en la mettant sous une charge ou dans une presse à levier, et laissée une nuit pour que l’eau s’égoutte bien
14. Pour les faire sécher, les feuilles sont détachées une à une, placées sur des planches et brossées (actuellement on utilise aussi les plaques métalliques chauffantes). Les feuilles sont sorties en extérieur pour être exposées au soleil et au vent pour acquérir une belle apparence
15. Enfin, les feuilles sont triées et généralement rognées au couteau en utilisant un gabarit.

Une autre séquence avec quelques variantes est proposée pour la production de Kurotani washi  (voir l’excellente vidéo).
La papier washi (obtenu avec le kozo) japonais est doux, lumineux, et très solide grâce à ses fibres de kozo. C’est un papier de qualité supérieure, capable de résister à l’humidité. Il est produit dans de nombreuses régions du Japon.
Il est utilisé pour la copie des sûtras et la fabrication d’articles à usage cérémoniel. Le papier de pur kozo (choshi) est utilisé pour la calligraphie, les documents officiels, l’imprimerie. Les papiers destinés à la calligraphie reçoivent un encollage afin d’éviter à l’encre de s’étaler et de paraître terne et plate. Actuellement les papiers pour la calligraphie peuvent contenir d’autres fibres comme du bambou ou de la paille de riz pour élargir la gamme des effets esthétiques à obtenir.
Les papiers de kozo servent aussi de support à la peinture, à l’estampage, au montage des peintures en rouleaux, à faire des paravents ou des portes coulissantes. Ils servent à la fabrication des ombrelles, lanternes, éventails, tissus, jouets etc. Imperméabilisés avec de l’huile ou du vernis, ils peuvent servir à cloisonner les maisons, obturer les fenêtres, ou servir de parapluie. Ils peuvent aussi rentrer dans la confection d’étoffe.

## Papier de d’écorce de mûrier en Corée

### Histoire
En Corée, la fabrication du papier a commencé peu de temps après ses premiers développements en Chine. Les fibres de chanvre ont commencé à être utilisées entre le IIIe et la fin du VIe siècle.
Le mot coréen dak est un terme générique pour les espèces de Broussonetia utilisées pour fabriquer du papier. Les plantes à fibres papetières en Corée sont des espèces hybrides de B. kazinoki et B. papyrifera, dont l’habitat naturel a été trouvé dans l’île de Gageodo. Elle fut décrite sous le nom de B. x hanjiana par M. Kim et son nom coréen fut changé en Daknamu au lieu de Kkujidaknamu.
Les fibres de dak semblent avoir été utilisées dès le début de la fabrication du papier entre le IIe et le IVe siècle. La surface rugueuse des premiers papiers était aplanie grâce au martelage ou dochim, pratique qui semble remonter au VIIIe siècle. Durant la période du royaume de Goryeo (918-1392) le gouvernement encourage le développement de l’industrie papetière et le bouddhisme introduit vers le IVe siècle, devient à cette période, la religion dominante ; les textes sacrés sont  alors abondamment copiés puis imprimés.
Le gouvernement Joseon (1392-1910) devant l’ampleur de la demande de papier  va encourager la diversification des matières premières. Progressivement des fibres de diverses natures seront mélangées aux fibres de dak et la qualité qui faisait la réputation du papier coréen au début de la période Joseon, décroît considérablement à partir du XVIe siècle.
Les papiers de broussonétia sont utilisés pour la calligraphie, les documents officiels, l’imprimerie, dans les maisons pour recouvrir fenêtres, portes coulissantes, murs et sols ainsi que dans les divers artisanats où ils servent à la confection d’objets à usage domestique, boites, jarres, ombrelles, lanternes, éventails, tissus, jouets etc..

### Procédure de fabrication du papier dedaknamu (hanji)
La fabrication du papier traditionnel coréen Hanji (한지-韓紙) se fait en utilisant les fibres de Daknamu (un hybride naturel de Broussonetia). La procédure de fabrication varie légèrement selon l’époque et la région, mais en général elle suit les mêmes principes que celle de la fabrication du papier de kozo japonais, puisqu’il s’agit de la même matière première.
Les 16 étapes suivantes sont tirées de Khartasia et de vidéos tournées dans les champs et ateliers de papetiers. Presque identiques à celles de la fabrication du washi japonais, la procédure en varie à l’étape 13, où les formes sont un peu différentes et où les opérateurs les manipulent différemment.
Les daknamu (hybride naturel de Broussonetia) sont plantés en rang et taillés en têtard au ras du sol. Tous les ans une dizaine de rejets vigoureux poussent qui seront récoltés en plein hiver.
1. Entre novembre et février, les branches des arbustes sont taillées, rassemblés en fagots et coupées à une longueur de 1,20 m
2. Puis ils sont étuvés dans un chaudron pendant 5 à 7 heures pour faciliter le pelage de l’écorce
3. Les écorces sont arrachées des branches
4. et mises à sécher
5. Les couches externes de l’écorce, de couleur noire puis verte, sont éliminées par grattage avec un couteau ; seule la couche interne blanchâtre, comportant de longues fibres végétales, est conservée
6. Elles sont mises à tremper pendant toute une journée, pour faciliter l’élimination des éléments solubles, puis réunies en gerbes
7. Les fibres sont plongées dans une lessive alcaline, et mises à bouillir pendant 3 à 4 heures. Cette opération permet d’éliminer la lignine, les pectines et l’amidon. Les lessives sont préparées à base soit de cendre de bois soit de réactifs alcalins comme la soude ou la chaux
8. Après cuisson, les fibres sont rincées dans l’eau courante, pendant une demi-journée afin d’éliminer lessive et substances dissoutes. Pour blanchir les fibres, elles restent immergées dans l’eau pendant plusieurs jours afin de les exposer au soleil
9. Les fibres sont examinées une à une dans de l’eau froide, pour éliminer les impuretés, dures ou colorées
10. Elles sont ensuite battues pendant 2 à 3 heures par diverses méthodes : soit à l’aide d’un long gourdin, sur une pierre plate ou un billot, soit plus récemment en les faisant passer dans une pile hollandaise naginata. Il se forme une pulpe ou pâte à papier
11. Dans une grande cuve remplie, la pulpe est dispersée et un agent dispersant (racine d’Abelmoschus manihot libérant un mucus collant ) est ajouté. L’ensemble est bien brassée pour homogénéiser la suspension
12. Un tamis mobile, monté sur un châssis, sert à récupérer un mince film de pulpe. Le tamis constitué d’une natte de bambou, laisse passé l’eau, mais ne se colle pas à la pulpe. La forme est généralement balancée de gauche à droite et inversement alors que les Japonais font un balancement d’avant en arrière.
13. Plusieurs méthodes sont utilisées pour la mise en feuilles :
  - dans la méthode du Webal, la feuille est formée en général de deux couches. Elle est couchée sur une planche en bois: soit la feuille est déposée seule, soit une seconde feuille est déposée à sa surface, tête-bêche pour ne former qu’une seule feuille.
  - la méthode du Ssangbal est dérivée du Nagashizuki japonais qui réapparait  après 1900 (la méthode avait été importée au début du XVe siècle quand la production devait être accélérée).
  - dans le Jangpanji, qui est utilisé pour la fabrication des feuilles de grand format, la forme est maintenue par deux personnes à chaque grande extrémité. La feuille est formée par couches successives de pâte.
  - Le tamis (avec son film de pulpe) est retiré du châssis et retourné sur une pile de feuilles déjà faites pour déposer une nouvelle feuille de papier; elles sont séparées ou non par un élément intercalaire (fils, tiges) qui facilitera la séparation après le pressage. Avant de soulever le tamis, le tas de feuilles est pressé à l’aide d’un rouleau de bois afin d’éliminer les bulles d’air
14. Le pressage de la pile de feuilles est réalisé sous charge ou dans une presse à levier. L’égouttage se fait lentement (12 heures).
15. Pour être séchées, les feuilles sont brossées sur une surface lisse: planche de bois, sur le sol en papier huilé, chauffé, sur des plaques métalliques chauffées à la vapeur.
16. Le calandrage ou Dochim est l’étape qui rend le papier plus compact, moins poreux et qui lui donne une surface lisse. Les feuilles sont réhumidifiées en petits paquets d’une dizaine puis sont martelées sur une pierre plate à l’aide d’un maillet à pied.

Nous avons vu à quel point la classe des « papiers d’écorce de mûrier » (桑构皮纸 sānggòu pízhǐ) a une histoire riche s’étendant sur des millénaires et des zones héographiques immenses. Mais quand on sait que la classification de Yi Xiaohui, comporte 7 classes, chaque classe aussi riche que la présente classe des « Papiers d’écorce de mûriers, 桑构皮纸 sanggoupizhi », on imagine le monde immense qui s’offre à notre curiosité : papiers chanvroïde (chanvre, ramie, lin, Apocynum, kénaf, jute, ricin...), papiers d’écorce de rotin, de Wisteria, de Pueraria, de Sophora, etc., papiers d’écorce de Thymelaeaceae (Daphne, Edgeworthia, Wikstroemia, Stellera etc.), papiers de bambou (avec une grande variété d’espèces), papiers de paille de riz ou de blé, et papiers composés de plusieurs types de fibres.